# Linea Gomen
La linea Gomen (後免線?, Gomen-sen) è una linea tranviaria giapponese gestita dalla Tosaden Kōtsū che serve l'isola di Shikoku, nella città di Kōchi, prefettura di Kōchi. Collega la stazione di Gomen-machi nella città di Nankoku, nella prefettura di Kochi , e la stazione di Harimayabashi nella città di Kōchi. Nelle guide, la linea viene talvolta chiamata "Linea Tozai" insieme alla Linea Ino.

## Caratteristiche
Lunghezza : 10,9 km
Scartamento : 1067 mm
Numero di stazioni: 33 stazioni (comprese le stazioni di inizio e fine)
Sezione a doppio binario: tutte le linee (esclusa la parte terminale a Gomen-machi)
Alimentazione: 600 V CC tramite catenaria

## Elenco delle stazioni
| Nome                         | Nome                     | Distanza (km) | Collegamenti                             | Posizione | Posizione |
| ---------------------------- | ------------------------ | ------------- | ---------------------------------------- | --------- | --------- |
| Gomen-machi                  | 後免町                   | 0.00          | Ferrovia Tosa Kuroshio: Linea Asa        | Nankoku   | Kōchi     |
| Gomen-higashimachi           | 後免東町                 | 0.26          |                                          | Nankoku   | Kōchi     |
| Gomen-nakamachi              | 後免中町                 | 0.52          |                                          | Nankoku   | Kōchi     |
| Gomen-nishimachi             | 後免西町                 | 0.79          |                                          | Nankoku   | Kōchi     |
| Higashi-Kōgyōmae             | 東工業前                 | 1.22          |                                          | Nankoku   | Kōchi     |
| Sumiyoshi-dōri               | 住吉通                   | 1.41          |                                          | Nankoku   | Kōchi     |
| Kōchi                        | 篠原                     | 1.87          |                                          | Nankoku   | Kōchi     |
| Kogome-dōri                  | 小籠通                   | 2.40          |                                          | Nankoku   | Kōchi     |
| Nagasaki                     | 長崎                     | 2.88          |                                          | Kōchi     | Kōchi     |
| Myōkenbashi                  | 明見橋                   | 3.10          |                                          | Kōchi     | Kōchi     |
| Ichijōbashi                  | 一条橋                   | 3.55          |                                          | Kōchi     | Kōchi     |
| Seiwagakuen-mae              | 清和学園前               | 3.61          |                                          | Kōchi     | Kōchi     |
| Ryōseki-dōri                 | 領石通                   | 4.11          |                                          | Kōchi     | Kōchi     |
| Kitaura                      | 北浦                     | 4.48          |                                          | Kōchi     | Kōchi     |
| Funato                       | 舟戸                     | 5.04          |                                          | Kōchi     | Kōchi     |
| Kako                         | 鹿児                     | 5.49          |                                          | Kōchi     | Kōchi     |
| Tabeshima-dōri               | 田辺島通                 | 5.90          |                                          | Kōchi     | Kōchi     |
| Higashi-Shingi               | 東新木                   | 6.25          |                                          | Kōchi     | Kōchi     |
| Shingi                       | 新木                     | 6.61          |                                          | Kōchi     | Kōchi     |
| Kera-dōri                    | 介良通                   | 7.06          |                                          | Kōchi     | Kōchi     |
| Monju-dōri                   | 文珠通                   | 7.43          |                                          | Kōchi     | Kōchi     |
| Kōchi                        | 高須                     | 7.66          |                                          | Kōchi     | Kōchi     |
| Kenritsubijutsukan-dōri      | 県立美術館通             | 7.85          |                                          | Kōchi     | Kōchi     |
| Nishi-Takasu                 | 西高須                   | 8.03          |                                          | Kōchi     | Kōchi     |
| Kazurashimabashi-higashizume | 葛島橋東詰               | 8.43          |                                          | Kōchi     | Kōchi     |
| Chiyorichō-sanchōme          | 知寄町三丁目             | 8.81          |                                          | Kōchi     | Kōchi     |
| Chiyorichō                   | 知寄町                   | 9.13          |                                          | Kōchi     | Kōchi     |
| Chiyorichō-nichōme           | 知寄町二丁目             | 9.31          |                                          | Kōchi     | Kōchi     |
| Chiyorichō-itchōme           | 知寄町一丁目             | 9.61          |                                          | Kōchi     | Kōchi     |
| Hōeichō                      | 宝永町                   | 9.89          |                                          | Kōchi     | Kōchi     |
| Saenbachō                    | 菜園場町                 | 10.36         |                                          | Kōchi     | Kōchi     |
| Dentetsu-Tāminarubiru-mae    | デンテツターミナルビル前 | 10.82         |                                          | Kōchi     | Kōchi     |
| Harimayabashi                | はりまや橋               | 10.94         | Tosaden Kōtsū: Linea Ino, Linea Sanbashi | Kōchi     | Kōchi     |